# Halaki, Parasgad
Halaki là một làng thuộc tehsil Parasgad, huyện Belgaum, bang Karnataka, Ấn Độ.